# کلن
کُلْن (به آلمانی: Köln ) (به فرانسوی: Cologne) چهارمین شهر بزرگ آلمان در ایالت نوردراین-وستفالن و منطقهٔ راین-رور است. از میان این شهر رود راین می‌گذرد و به آن جلوه‌ای ویژه می‌بخشد. کلن با بیش از دوهزار سال پیشینه، یکی از کهن‌ترین شهرهای آلمان به‌شمار می‌رود.

## دیباچه
نامگذاری کلن داستانی تاریخی دارد. امپراتریس روم، آگریپینا؛ در سال پنجاه پس از میلاد در زادگاه خود شهری بنا نهاد و آن را کولنیا کلائودیا آرا آگریپیننسیوم نامید. به سبب آنکه این شهر در مسیر راه‌های ساخته شده بدست رومیان تا ژرمانیا (آلمان امروز) قرار داشت، بزودی بازرگانان بسیاری به خود جلب کرد و مرکز داد و ستد مهمی شد.
رومیان شرقی (بیزانس) پس از غلبه بر روم غربی، مسیحیت را که از خاورمیانه به ارمغان آورده بودند به زور شمشیر به جای آیین میترایی در شهر کلن رواج دادند و آن را مبدل به قطب مسیحیت در شمال اروپا کردند. در تاریخ پانزده اکتبر ۱۸۸۰، فرانک‌ها در این شهر بنای کلیسای جامع بزرگی (کلیسای جامع کلن) را به پایان رساندند.
در ۳۰ مه ۱۹۴۲ در اواخر جنگ جهانی دوم متفقین کلن را بارها بمباران کردند و آن را به ویرانه‌ای بدل کردند. بخشی از آثار آن پابرجا مانده است.

## جمعیت
کلن چهارمین شهر پرجمعیت آلمان (پس از برلین، هامبورگ و مونیخ) و پرجمعیت‌ترین شهر ایالت نوردراین-وستفالن می‌باشد. تا ۳۰ ژوئن سال ۲۰۱۱ جمعیت این شهر ۱٬۰۱۰٬۲۶۹ نفر بوده است. ۳۱٫۴٪ جمعیت کلن را مهاجران تشکیل می‌دهند که از این بین ۱۷٫۲٪ غیرآلمانی می‌باشند. بسیاری از این مهاجران دارای ریشه‌هایی از اروپای شرقی هستند. بزرگ‌ترین اقلیت مهاجر را ترک‌ها به خود اختصاص داده‌اند و ۶٫۳٪ جمعیت شهر را تشکیل می‌دهند. طبق سرشماری سال ۲۰۱۵، جمعیت افغان‌های مقیم کلن ۴۳۷۸ نفر جمعیت ایرانیان مقیم کلن ۳۸۲۹ نفر بوده است.

## فرهنگ

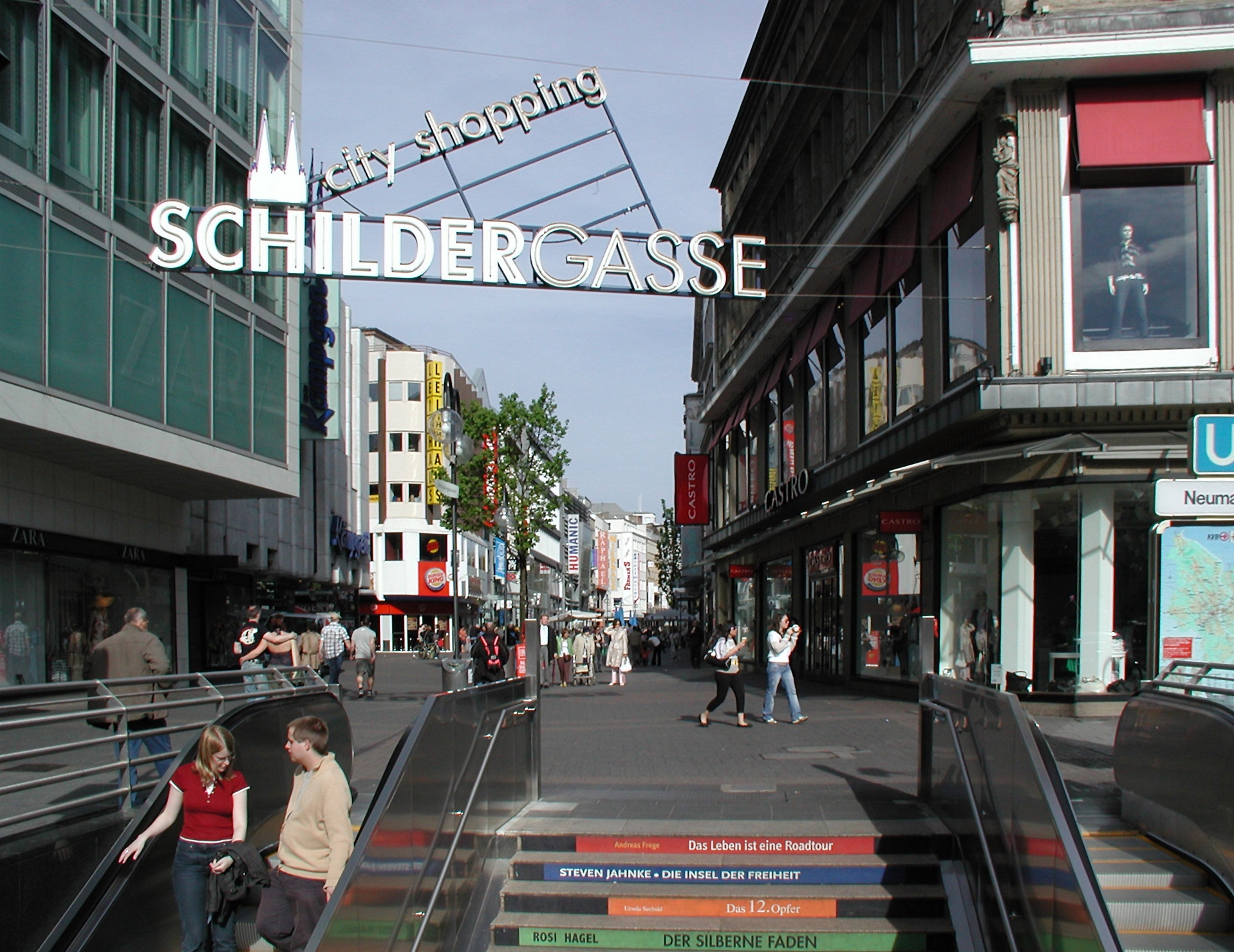
طبق شمارشی که درسال ۲۰۱۶ صورت گرفت، خیابان شیلدرگاسه با عبور ۱۶ هزار و ۸۳۵ نفر در ساعت یکی از پرگذرترین پیاده‌راه‌های اروپا محسوب می‌شود.

کلن عمدتاً یک شهر فرهنگی است و فعالیت‌های فرهنگی و هنری زیادی در آن انجام می‌شود.

### کارناوال کلن
کارناوال شهر کلن یکی از مشهورترین کارناوال‌های جهان است. این کارناوال همه ساله ساعت ۱۱:۱۱ ۱۱اُمین روز از ۱۱اُمین ماه سال (نوامبر) با صدای طبل و شیپور در میدان مرکزی شهر آغاز می‌گردد. البته مراسم اصلی، ۴۷ روز قبل از عید پاک (عید معراج مسیح) و به مدت هفت روز اجرا می‌گردد. از آنجایی که عید پاک در تقویم میلادی روز ثابتی ندارد و در فاصله ۲۲ مارس تا ۲۵ آوریل برگزار می‌شود، زمان اجرای کارناوال نیز متغیر است. این مراسم پیشوازی است برای ایام روزه داری کاتولیک‌ها، زمانی که معتقدان مسیحی از خوردن گوشت خودداری می‌کنند.
اگر چه کارناوال کلن در گذشته ریشه دینی داشته و تا امروز هم بعضی از مردم به آن اعتقاد دارند، اما در دهه‌های اخیر این مراسم بیشتر به نوعی شادمانی دسته جمعی تبدیل شده است که مردم شهر کلن و مهمانانشان با رقص وموسیقی و آواز اجرا می‌کنند. برگزارکنندگان کارناوال این ایام را روزهای بی خیالی و سبکسری می‌نامند. در مقابل همدیگر بسیار خوش‌برخورد و شوخ می‌شوند و بنظر می‌رسد روزمرگی را از یاد می‌برند. از هفته‌ها قبل فروشگاه‌های شهر، لباس‌های رنگارنگ و غیرمعمول و ماسک‌های مختلفی را برای استفاده در روزهای کارناوال عرضه می‌کنند.

## دانشگاه‌ها
کلن با بیش از شصت هزار دانشجو که در هفت دانشگاه و چندین انستیتو عالی تحصیل می‌کنند (از جمله دانشگاه معروف و بین‌المللی ورزش Deutsche Sporthochschule، دانشگاه موسیقی Musikhochschule، بزرگ‌ترین دانشگاه صنعتی آلمان Fachhochschule Köln و دانشگاه اصلی کلن Albertus Magnus Universität) اولین یا دومین شهر بزرگ دانشجویی آلمان است (این جایگاه در رقابت با شهر برلین قرار دارد و سال به سال تغییر می‌کند).

## شهرهای خواهر
| - لیورپول، بریتانیای کبیر - لیل، فرانسه - لیژ، بلژیک - روتردام، هلند - تورین، ایتالیا - اش-سور-الزت، لوکزامبورگ - کیوتو، ژاپن - تونس، تونس - تورکو، فنلاند - نئوکلن، آلمان - تل آویو، اسرائیل - بارسلونا، اسپانیا - پکن، جمهوری خلق چین - کُرک، جمهوری ایرلند - تسالونیکا، یونان - کورینتو، نیکاراگوآ | - ایندیاناپولیس، ایالات متحده آمریکا - ولگوگراد، روسیه - ترپتوف-کوپنیک، آلمان - کاتوویتس، لهستان - بیت لحم، فلسطین - استانبول، ترکیه - کلوژ-نپوکا، رومانی - دانستیبل، بریتانیای کبیر - بنفلیت، بریتانیای کبیر - ایگنی، فرانسه - بریو-لا-ژیلارد، فرانسه - ازبروک، فرانسه - اسلام‌آباد، پاکستان - ایلگشهوفن، هلند - باتانگا، فیلیپین |  |

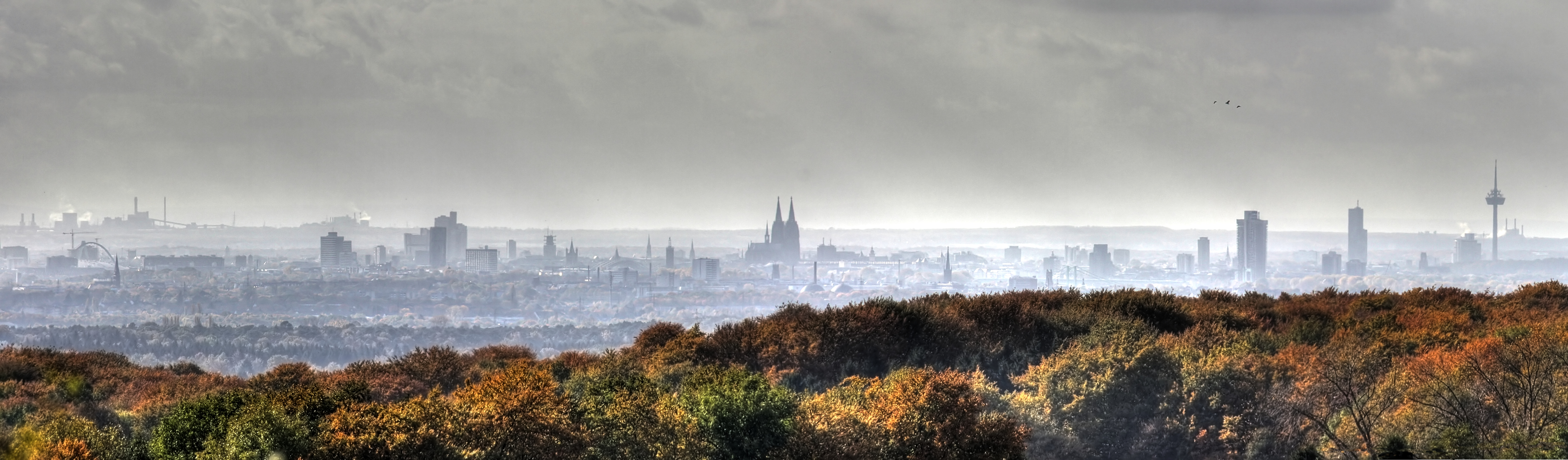
منظرهای از شهر کلن در یک روز مه آلود بارانی

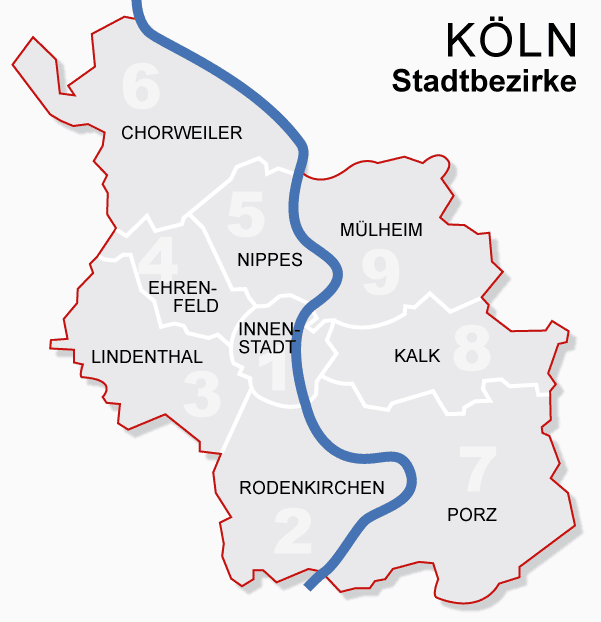
مناطق ۹ گانهٔ شهر کلن

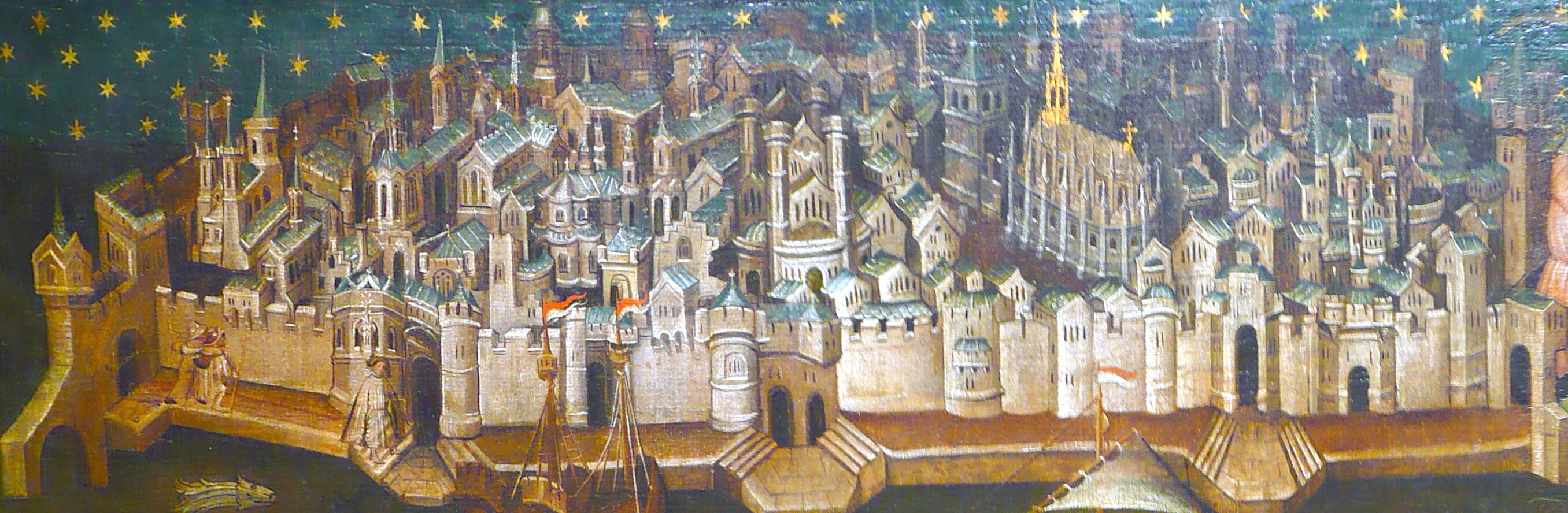
کلن در حوالی سال ۱۴۱۱ میلادی
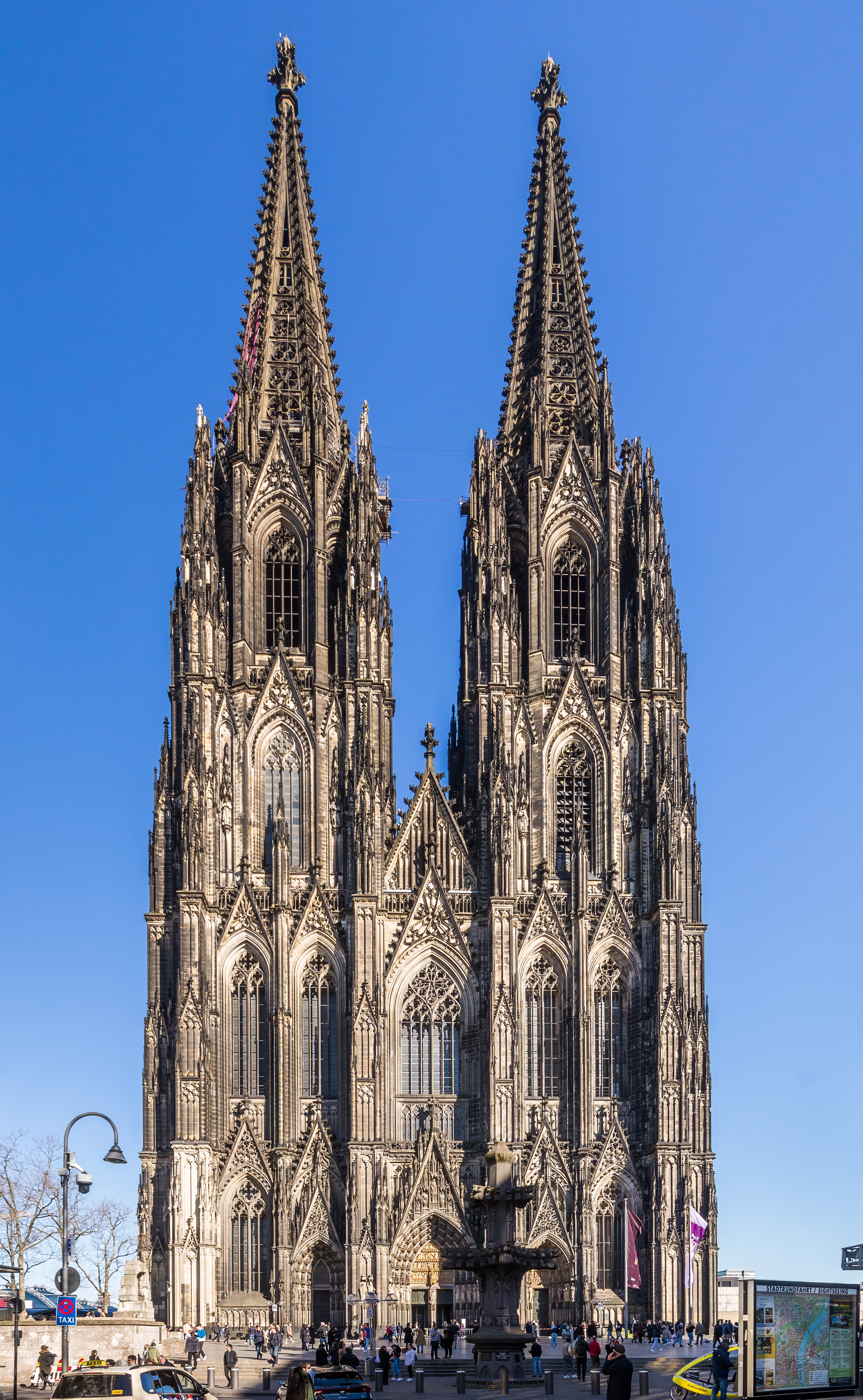
کلیسای جامع کلن، سومین کلیسای بلند جهان، به نمادی از شهر کلن تبدیل شده است.
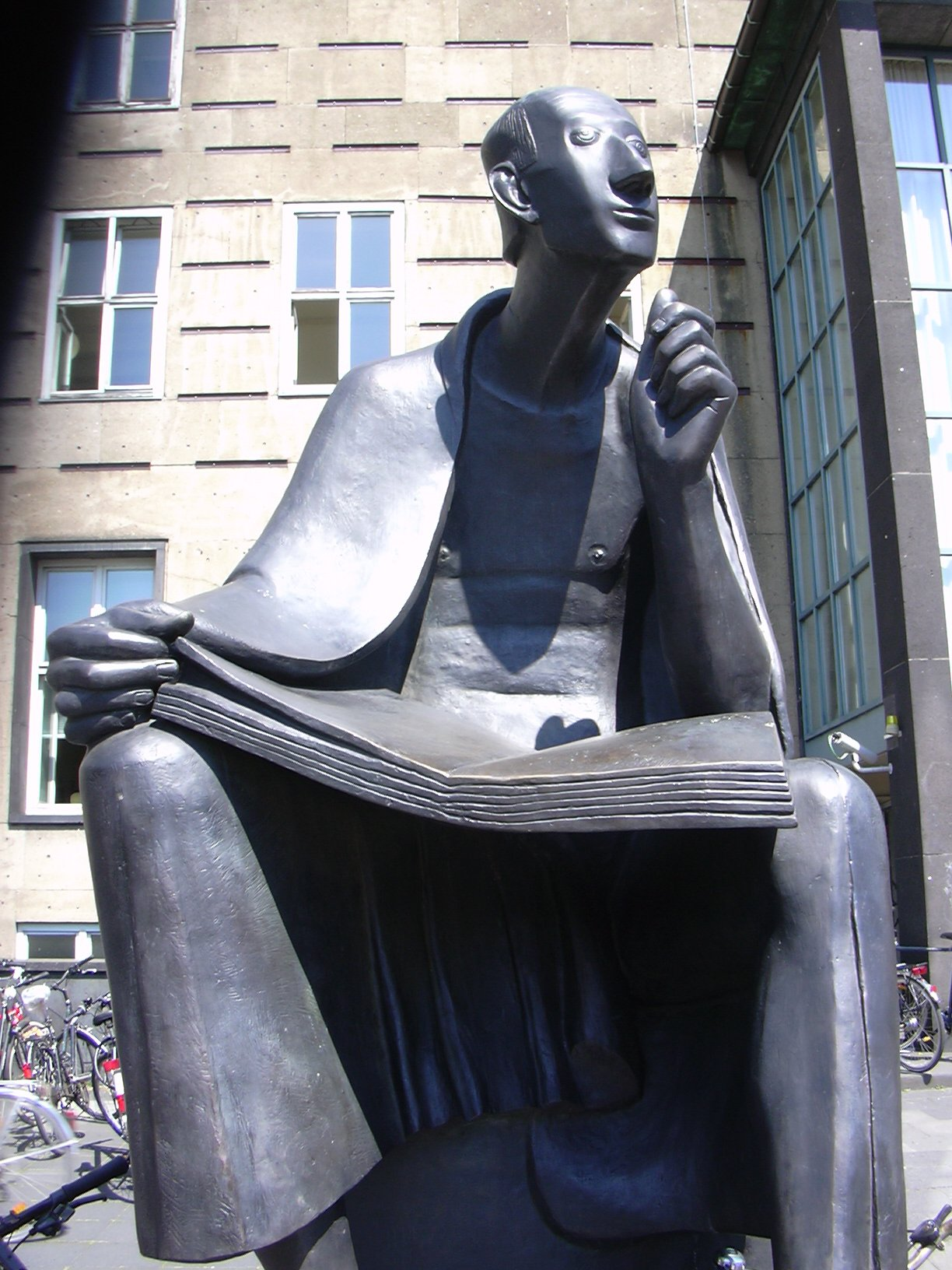
تندیس یادبود آلبرتوس ماگنوس مقابل ساختمان اصلی دانشگاه کلن